# Akesalayi Xiang
Akesalayi Xiang (kinesiska: 阿克萨拉依乡, 阿克萨拉依) är en socken i Kina. Den ligger i den autonoma regionen Xinjiang, i den nordvästra delen av landet, omkring 990 kilometer sydväst om regionhuvudstaden Ürümqi. Antalet invånare är 27 352. Befolkningen består av 13 329 kvinnor och 14 023 män. Barn under 15 år utgör 28,0 %, vuxna 15-64 år 67 %, och äldre över 65 år 4,0 %.
Genomsnittlig årsnederbörd är 62 millimeter. Den regnigaste månaden är juni, med i genomsnitt 18 mm nederbörd, och den torraste är oktober, med 1 mm nederbörd.